# はいからさんが通る。2ndプレスにあの名曲追加
『はいからさんが通る。2ndプレスにあの名曲追加』は、2002年5月23日にリリースされたMERRYの3枚目のシングル。発売元は劇薬レコード。前シングルが完売したため、聴きたい人がCDショップに行ってもCDがないのは可哀想だという事で、1曲追加収録した状態で再発売されたものである。

## 概要
3ヶ月前に発売された前シングルが店頭に並ばないまま売り切れたという経緯もあり、『東京テレホン』を追加収録し、新たにジャケットも作成して発売された。前作が限定盤とすれば今作はいわゆる通常盤という立ち位置になるシングルである。ジャケットには『はいからさんが通る』、帯には『はいからさんが通る 完』と表示されているが、MERRY公式サイトでのタイトル表記、及び当時の音楽雑誌での作品紹介でのタイトル表記では上記のものになっている。歌詞は裏ジャケットに手書きのものが印刷されている他、追加曲の歌詞はディスク盤面に印刷されている（ディスクを再生すると歌詞が見られない）。そのため歌詞カードに歌詞を掲載する必要がなくなり、内容は数ページのメモ帳になっている。

## 収録曲
1. チック・タック
  - 作詞：ガラ / 作曲：メリー

前シングルと同じMIXで収録。
2. ビニ本二丁目八千代館（ビニぼんにちょうめやちよかん）
  - 作詞：ガラ / 作曲：結生、美子

前シングルと同じMIXで収録。
3. 東京テレホン（とうきょうテレホン）
  - 作詞：ガラ / 作曲：結生

同年3月20日のワンマンLIVEで初演奏された楽曲。不倫を匂わす恋愛をしている女性の切ない恋模様を歌っている。
4. バイオレットハレンチ
  - 作詞：ガラ / 作曲：結生

前シングルと同じMIXで収録。